# Mission internationale de soutien à la Centrafrique sous conduite africaine

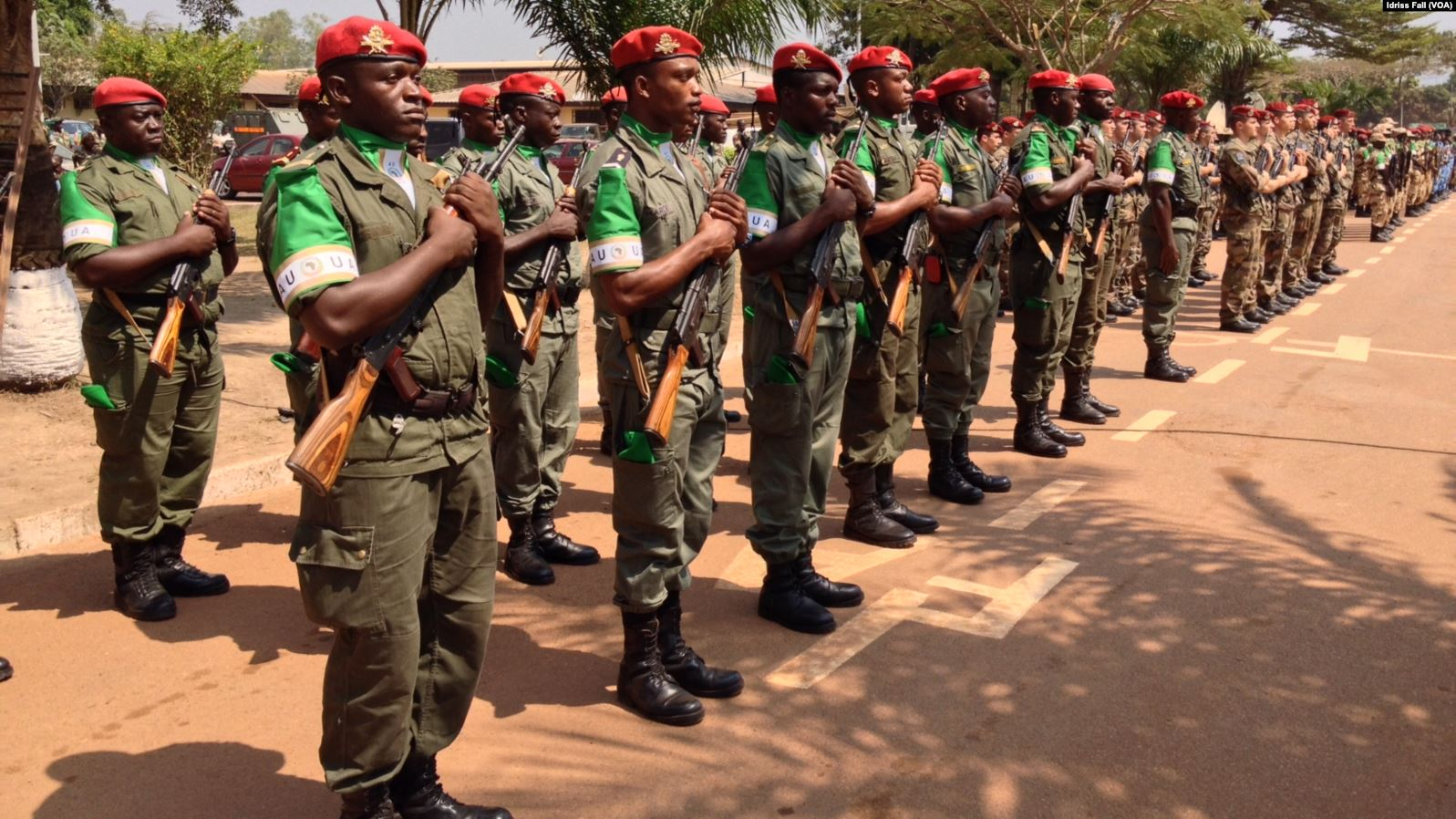
Photographie de lancement de la MISCA en 2013.

La Mission internationale de soutien à la Centrafrique sous conduite africaine ou MISCA est une mission de maintien de la paix en République centrafricaine inpulsée par le Conseil de paix et de sécurité de l’Union africaine le 19 juillet 2013. Elle succède à la mission de consolidation de la paix en Centrafrique (MICOPAX).
Elle fait suite à la montée de la violence en république centrafricaine depuis le coup d'État en 2013 et sera réaffirmée par la résolution 2121 du conseil de sécurité des Nations unies. La mission se déploie à partir du 19 décembre 2013 sous la houlette de l'Union africaine et avec le soutien militaire de la France.
Le 15 septembre 2014 c'est la MINUSCA qui lui succède. 

## Effectifs
Elle doit compter 6 000 hommes et durer 12 mois. Début décembre[Quand ?] 2 500 militaires de l'Union africaine venant du Gabon, du Cameroun et du Tchad sont alloués à la mission, en plus des forces françaises, comptant 1 600 militaires. Le 19 décembre, la MISCA succède officiellement à la FOMAC. Ses effectifs sont alors de 4 500 hommes, dont 850 soldats du Burundi et 850 soldats du Tchad. Les effectifs montent à 6 000 hommes en février 2014,.
Le 3 avril, après un incident à Bangui qui fait plusieurs morts, le Tchad annonce le retrait de ses forces de la République centrafricaine, dénonçant « un lynchage médiatique et politique ». Le 16 avril, le Tchad annonce avoir achevé le retrait de toutes ses forces de la République centrafricaine.

## Commandement
À partir de décembre 2013, le commandement de la MISCA est le suivant :
- Commandement de la Misca : général Jean-Marie Michel Mokoko ( République du Congo)
- Commandement militaire : général Martin Tumenta Chomu ( Cameroun)
- Commandement de la composante police de la Misca : colonel Patrice Ostangue Bengone ( Gabon)

### Articles annexes
- Opération Sangaris
- EUFOR RCA
- MINUSCA